# Ribeira da Agualva
A Ribeira da Agualva é um curso de água português, localizado na freguesia açoriana de Agualva, concelho da Praia da Vitória, ilha Terceira, arquipélago dos Açores.